# Штаб-квартира Екатеринбургского комитета РСДРП (б)
Штаб-квартира Екатеринбургского комитета РСДРП (б) — здание, расположенное по адресу Екатеринбург, улица Кирова, дом 31. Памятник истории Свердловской области. Образец типовой деревянной застройки Екатеринбурга конца XIX века.

## История дома
Дом был построен в конце XIX века. В ноябре 1905 года Яков Свердлов организует в нём штаб-квартиру Екатеринбургского комитета РСДРП (б). В 1906 году в здании проживали Яков Свердлов, Клавдия Новгородцева, Мария Авейде, Н. Н. Замятин. Дом располагался в поселке Верх-Исетского завода, среди рабочих которого Яков Свердлов с соратниками и проводили агитационную работу. Жили на легальном положении. Принимали соратников из других регионов, обсуждали вопросы, собирали рабочих, агитаторов и боевиков. После 1906 года перешли на нелегальное положение.
После 1917 года дом был передан под коммунальное жильё, с 1936 года в доме размещались различные конторы. В 1986—1991 годах здание было передано «Музею истории партийных организаций Верх-Исетского завода г. Екатеринбурга». После 1991 года в доме размещались коммерческие структуры.
Решением Свердловского облисполкома № 16 от 11.01.1980 года дом был поставлен на государственную охрану как памятник истории регионального значения.

## Архитектура
Одноэтажное здание с каменным цокольным этажом, расположенное на перекрёстке улицы Кирова (улицы Проезжая) и улицы Токарей. В 1997 году дом претерпел капитальный ремонт, при котором с южного фасада была пристроена тёплая лестничная клетка, произведена внутренняя перепланировка. Дом вытянут вдоль красной линии улицы Кирова. Деревянный главный северный фасад выделен лопатками, закрывающими торцы сруба, на две части. Окна прямоугольные, с деревянными резными наличниками в барочных формах. Лопатки выделены накладным деревянным декором с крупными розетками. Цокольный этаж декора не имеет, окна по размеру меньше, чем на первом этаже, квадратной формы, с лучковым завершением. Другие фасады идентичны. Здание является образцом типовой деревянной застройки Екатеринбурга конца XIX века.